# Márcia Goldschmidt
Márcia von Goldschmidt-Rothschild, nascida Márcia Marcelino (São Paulo, 22 de julho de 1960) é uma apresentadora e escritora brasileira. Ficou conhecida pelo bordão "Mexeu com você, mexeu comigo" em seus programas.

## Biografia
Nascida em uma família humilde da periferia paulistana, Márcia começou a trabalhar ainda na infância, com apenas nove anos, como babá. Buscando melhores oportunidades de vida, e sonhando em trabalhar na área artística, começou a participar de diversos concursos de beleza durante a adolescência, vencendo alguns deles, conseguindo uma proposta de uma agência para trabalhar como modelo fotográfica. Ao completar dezoito anos, foi convidada para desfilar e fotografar em Paris, onde viveu por seis anos. Deixou o trabalho como modelo após três anos, tornando-se sócia da agência, passando a trabalhar com o agenciamento de artistas brasileiros que iam desfilar e fotografar na França. Retornou ao Brasil em 1986, onde conheceu o barão suíço Cyril Rudolf Alfred Maximilian von Goldschmidt-Rothschild. Eles se casaram em São Paulo, em 1990, e Márcia passou a assinar como Márcia von Goldschmidt-Rothschild. O casal viveu na Suíça até 1992, quando voltaram a morar no Brasil. A união gerou um filho, James von Goldschmidt-Rothschild, nascido de parto normal, em São Paulo, em 1994. Após dez anos de casamento, divorciaram-se em 2000.
Entre 2003 e 2007 namorou um francês do qual nunca revelou o nome. Em 2010 começou a namorar o advogado português Nuno Rêgo e se mudou para Porto, em Portugal. Em 2012, aos 50 anos, anunciou estar grávida de gêmeas. 
Márcia teve uma pré-eclampsia, ou seja, crise de pressão alta, devido à gravidez de risco por causa da idade, que colocou sua vida em risco, tendo que ficar 35 dias em repouso absoluto. Por conta disto, o parto foi cesariana, e antecipado para o dia 20 de outubro de 2012, quando Márcia ainda estava grávida de seis meses e meio de gestação, um grande risco também para as bebês, que felizmente nasceram saudáveis, mas nasceram com menos de 1 kg e tiveram que ficar 62 dias internadas. 5 meses depois, Yanne, uma das gêmeas, foi diagnosticada com atresia biliar, e o único jeito para salvar sua vida foi realizar um transplante de parte do fígado, doado por James, o meio-irmão materno da menina.
As meninas nasceram na cidade do Porto, em Portugal, e se chamam Victoria e Yanne. Márcia disse em entrevistas que as duas são diferentes, tanto em personalidade, quanto em aparência. Victoria é mais calma, e Yanne, mais agitada. Se diz feliz e muito realizada com o marido e as filhas, dizendo ter sido seu melhor presente de Natal daquele ano. Em entrevistas revelou que pretende continuar morando em Portugal, mas que voltará ao Brasil para visitar seus parentes e participar de programas de televisão quando for convidada, mantendo seu trabalho de apresentadora na televisão portuguesa.

## Carreira
No Brasil, montou a agência de relacionamentos Happy End. Em 1995, foi convidada para apresentar um programa na extinta Rede Mulher (hoje Record News) também intitulado Happy End. Dois anos depois, em 1997, leu em um anúncio no jornal que o SBT procurava uma mulher para ser a versão brasileira da apresentadora de TV norte-americana Ricki Lake, concorreu e ganhou. Desta forma foi criado o programa de televisão Márcia, que ficou no ar até agosto de 1998. Márcia chegou a ser sondada duas vezes pela TV Globo, quando ainda trabalhava no SBT, porém recusou.
Ainda no SBT, Márcia apresentou o Programa Livre, às terças-feiras, entre 14 de setembro e 28 de dezembro de 1999, integrando o rodízio de cinco apresentadores que substituíram Serginho Groisman e foram substituídos por Babi Xavier, juntamente com Ney Gonçalves Dias, Christina Rocha, Lu Barsoti e Otávio Mesquita. Também apresentou o Fantasia, entre 8 de janeiro e 10 de junho de 2000, juntamente com Celso Portiolli e três apresentadores, que assim como Márcia, também vieram do Programa Livre (Christina Rocha, Lu Barsoti e Otávio Mesquita). Em setembro do mesmo ano, se mudou para a TV Gazeta, onde comandou juntamente com Leão Lobo o programa feminino Mulheres, que já havia sido apresentado anteriormente por Claudete Troiano e Ione Borges. Em junho de 2001, se transferiu para a Band, onde apresentou o Hora da Verdade, o Jogo da Vida e o retorno do Márcia em nove anos, se tornando um dos principais nomes da programação vespertina.
Em dezembro de 2010, Márcia decidiu encerrar a carreira e mudar-se para Portugal para realizar o sonho de ser mãe, engravidando aos 50 anos.
Márcia escreveu quatro livros de autoajuda: Dicas para um Primeiro Encontro com Final Feliz, pela Editora Marco Zero, Poder Sexual Feminino: Você Sabe Usar o Seu?, pela Editora Gente, Amor Sem Dor - 20 estratégias para mudar sua vida amorosa já pela Editora Lua e O Problema é Você!, pela Bubok Editorial. 
Após 15 anos afastada da mídia, em 27 de julho de 2025, Márcia fechou um novo contrato com a Band, se juntando ao elenco do Melhor da Tarde, mas atuando como comentarista do programa. A ideia da emissora era ter Goldschmidt como apresentadora de um projeto matinal, mas por questões logísticas, já que a comunicadora reside em Portugal, o plano não foi adiante.

## Trabalhos

### Televisão
| Período       | Programa                     | Função        | Emissora          |
| ------------- | ---------------------------- | ------------- | ----------------- |
| 1995–97       | Happy End                    | Apresentadora | Rede Mulher       |
| 1997–98       | Márcia                       | Apresentadora | SBT               |
| 1999          | Programa Livre               | Apresentadora | SBT               |
| 2000          | Fantasia                     | Apresentadora | SBT               |
| 2000–01       | Mulheres                     | Apresentadora | TV Gazeta         |
| 2001–04       | Hora da Verdade              | Apresentadora | Rede Bandeirantes |
| 2003–05       | Jogo da Vida                 | Apresentadora | Rede Bandeirantes |
| 2007–10       | Márcia                       | Apresentadora | Rede Bandeirantes |
| 2017          | The Noite com Danilo Gentili | Entrevistada  | SBT               |
| 2025          | Lady Night                   | Entrevistada  | Multishow         |
| 2025          | No Alvo                      | Entrevistada  | SBT               |
| 2025          | MasterChef Celebridades      | Participante  | Band              |
| 2025–presente | Melhor da Tarde              | Comentarista  | Band              |